# Новосибирский государственный университет
Новосибирский государственный университет — национальный исследовательский университет, расположенный в Новосибирском Академгородке.
Значительная часть преподавательского состава одновременно является сотрудниками институтов Новосибирского научного центра СО РАН, в которых также проходят профессиональную исследовательскую подготовку студенты старших курсов.

## Статус
В 2009 году получил статус национального исследовательского университета, в 2011 году переименован в Федеральное государственное бюджетное образовательное учреждение высшего профессионального образования «Новосибирский национальный исследовательский государственный университет». Приказом Министерства образования и науки Российской Федерации от 17 апреля 2014 года № 331 в связи с созданием федерального государственного автономного образовательного учреждения высшего образования «Новосибирский национальный исследовательский государственный университет» наименование университета было соответственно изменено.
Университет входил в число участников Проекта 5-100 — программы повышения международной конкурентоспособности российских вузов среди ведущих мировых научно-образовательных центров.

## История
Новосибирский государственный университет был создан Постановлением Совета Министров СССР от 9 января 1958 года через полгода после решения о создании Сибирского отделения Академии наук СССР. Занятия начались 29 сентября 1959 года — академик С. Л. Соболев прочитал первую лекцию студентам нового университета.
Университет строился и развивался вместе с Новосибирским научным центром, ориентируясь на подготовку высококвалифицированных кадров для науки и образования.
10 октября 1957 года Учёный совет СО АН СССР рассмотрел вопрос о создании Новосибирского государственного университета и предложил сформировать шесть факультетов — физический, химический, математический, механический, геолого-геофизический и медико-биологический. Причём отмечалось, что НГУ должен быть организован на принципах Московского физико-технического института, что означало «использование базовых институтов для обучения по специальности, компактные учебные группы, индивидуализированное обучение с максимальным развитием самостоятельности учащихся». В частности, предполагалось, что студенты должны вести самостоятельную научную работу в базовых институтах СО РАН, срок обучения последние полтора года обучения.

9 января 1958 года Совет Министров СССР принял постановление об организации Новосибирского государственного университета, который рассматривался как составная часть Сибирского отделения АН СССР, а исполняющим обязанности ректора был назначен Академик И. Н. Векуа. Обучение началось в следуюшем 1959 году, а с первую лекцию студентам пока единственного факультета естественных наук прочитал С. Л. Соболев 29 сентября в здании 25-й школы, и только по мере строительства корпусов университета они переносились в аудитории. В качестве других преподавателей привлекались ведущие учёные академических институтов Новосибирска. Численность студентов вскоре увеличилась и факультетская система усложнилась: выделился физико-математический факультеты в сентябре 1960 года, который в июне 1961 года разделился на механико-математический и физический. Гуманитарный факультет образовался в феврале 1962, а в его составе начало работу экономическое отделение, в дальнейшем преобразованное в факультет. История геолого-геофизического факультета началась 1 сентября 1962 года. Из гуманитарного факультета был выделен экономический в сентябре 1967 года.

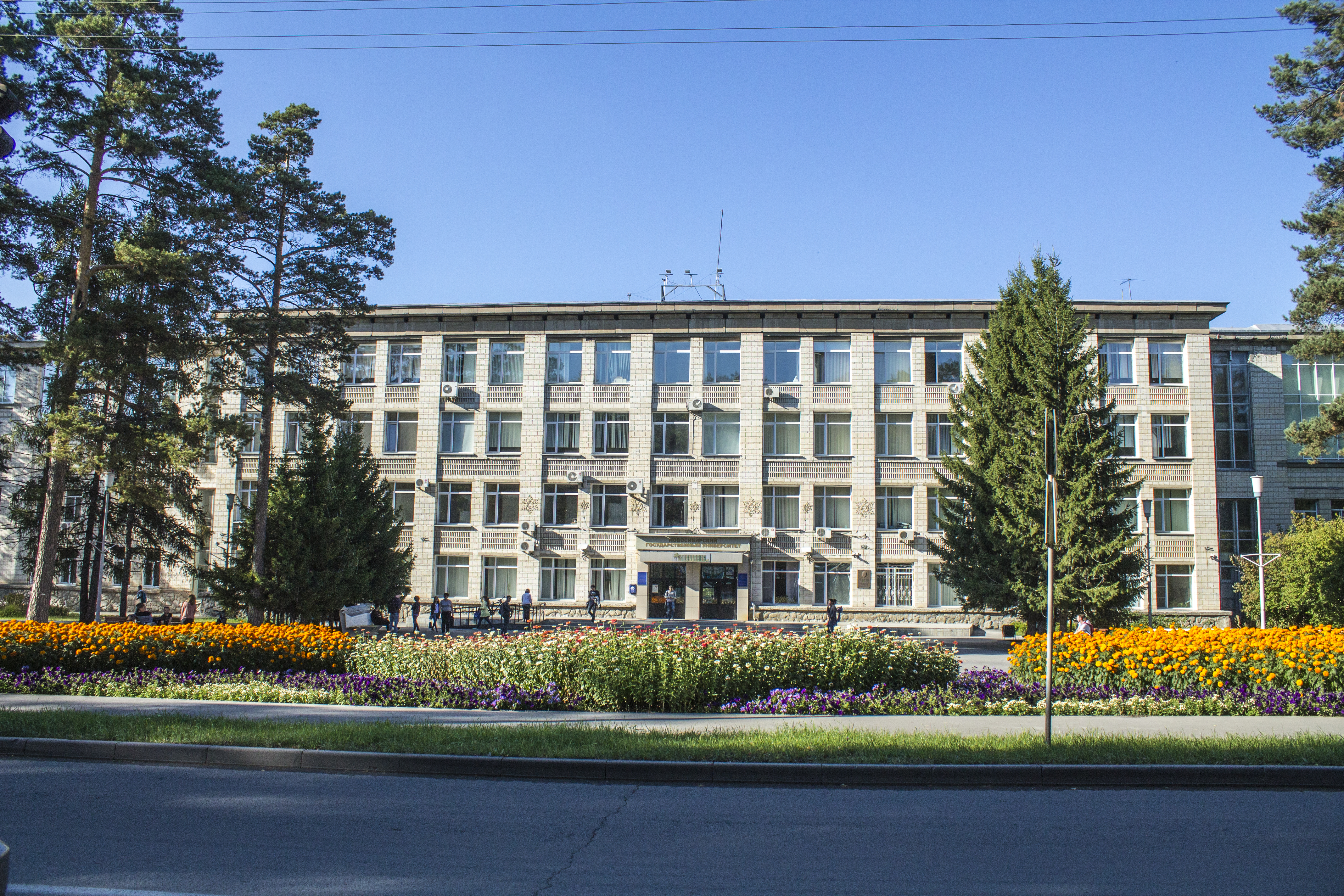
Главный корпус НГУ

Исполняющим обязанности ректора НГУ 17 ноября 1958 года был назначен Академик И. Н. Векуа, который позже был утверждён в роли ректора 7 апреля 1959 года.
- 19 мая. Определена дата открытия Новосибирского университета с дневной и вечерней формами обучения — 1 сентября 1959 года. На единственном факультете естественных наук будут готовиться специалисты по следующим направлениям: математика, механика, физика, химия, геофизические методы поиска и разведки полезных ископаемых.

28 сентября начались занятия в университете. Первую лекцию для студентов и преподавателей всех специальностей, темой которой были проблемы математической науки того времени, прочитал академик АН СССР С. Л. Соболев, который также создал и возглавил кафедру дифференциальных уравнений. С тех пор по традиции первую лекцию для первокурсников НГУ читает один из ведущих учёных Новосибирского научного центра.
1960
- 6 августа. Открыта аспирантура НГУ.

В ноябре 1960 года вышел первый номер университетской газеты: «Университетская жизнь», который сначала публиковался в форме стенгазеты с периодичностью 10-12 номеров в год. Многотиражной она стала 31 августа 1982 года.
1961
- Июль. Проведён первый набор студентов на биологическое отделение факультета естественных наук (ФЕН).

19 января 1963 года завершилось строительство главного корпуса НГУ. В январе 1963 года по инициативе М. А. Лаврентьева была открыта первая в стране специализированная физико-математическая школа при НГУ (ФМШ). Приём учащихся (всего 116 человек) в ФМШ осуществлялся путём отбора победителей Всесибирских олимпиад школьников, которые обучались в Летней физико-математической школе при НГУ. Входящие в первый выпуск ФМШ 92 человека успешно сдали экзамены на поступление в НГУ в 1964 году.
Первый выпуск НГУ, состоящий из 66 специалистов (математиков и физиков) состоялся в феврале 1963 года. В основном он состоял из студентов, переведённых из других ВУЗов, и защитивших дипломные работы в НГУ, среди которых были А. А. Галеев, В. Е. Захаров, А. М. Фридман, Ю. Л. Ершов, которые позже стали академиками РАН. Их направляли на работу в институты СО РАН, ВУЗы и НИИ.
1964
- Выпускники НГУ математик Ю. Л. Ершов и физик А. А. Галеев уже через год после защиты диплома успешно защитили диссертации на соискание учёной степени кандидата физико-математических наук.

Преподавателей, которые также совмещали должности в профильных НИИ в середине 60-х годов было примерно 75 % и 90 % с учёными степенями докторов и кандидатов наук.
30 апреля 1966 года комсомольская организация и Интерклуб НГУ организовали и провели первую Маёвку под лозунгом «Мир — Вьетнаму».
1966
- 3 мая. Уже через 2 года после защиты кандидатской диссертации выпускник НГУ Ю. Л. Ершов успешно защитил диссертацию на соискание учёной степени доктора физико-математических наук.

Заметный вклад в атмосферу университетской свободы внесли события 1968 года. В январе группа студентов расписала некоторые университетские здания граффити в поддержку осуждённых по «делу четырёх». Студентов потом отчислили из университета. Один из них Александр Горбонь позже писал: «И в августе 68-го в новосибирском Академгородке уже другие повторили протест. И снова все узнали, что власть над духом не властна». Также закрытый процесс стал причиной появления письма сорока шести сотрудников институтов СО АН СССР, НГУ и ФМШ. Ряд преподавателей уволили после разбирательств на партийных собраниях институтов, университета и ФМШ. Признавая ошибки в действиях партийных функционеров в НГУ открылась, через 50 лет после событий, аудитория имени Г. П. Акилова — одного из подписавших петицию.
Выпускник НГУ 1963 года доктор физико-математических наук Ю. Л. Ершов стал первым из выпускников НГУ, избранным член-корреспондентом Академии наук СССР.
В начале 1970-х достроили лабораторный корпус, а также студенческую столовую и общежитие.
В конце 70-х годов ректор НГУ С. Т. Беляев инициировал поиск возможностей применения компьютеров в НГУ для более эффективно обучения помимо основ программирования. Так появился практикум «Компьютерное моделирование физических процессов». Л. М. Альтшуль и В. Ф. Шмаков разработали ОС для М-220, которая позволяла вести отладку и расчёт в терминальном режиме. Различные части работы выполнили С. Л. Мушер (графика), Ф. М. Израйлев и Г. Л. Коткин (описания задач).
1979
- НГУ присвоено имя Ленинского комсомола.

16 октября 1979 года появился указ Президиума Верховного Совета СССР о награждении Орденом Трудового Красного Знамени Новосибирского государственного университета за заслуги в деле подготовки высоко квалифицированных специалистов для народного хозяйства и развития науки.
2 октября 1991 года создан Высший колледж информатики НГУ.
В 1991 году механико-математический факультет перешёл на систему образования с бакалавриатом и магистратурой.
В сентябре 1993 года образован философский факультет, а в 1999 году созданы факультеты психологии и иностранных языков. В апреле произошла реорганизация технического факультета в факультет информационных технологий. В 2001 году появился факультет журналистики, а в следующем году — юридический факультет. В сентябре создан медицинский факультет
2004
- Филологи НГУ придумали акцию «Тотальный диктант», которая стала ежегодной и уже к 2007 году приобрела международный размах.

НГУ и Университет имени Ким Ир Сена подписали соглашение о сотрудничестве
В 2007 году подведены итоги Всероссийского конкурса инновационных образовательных программ, проходящего в рамках национального проекта «Образование». По итогам конкурса Новосибирский государственный университет получил более 900 миллионов рублей на реализацию проекта «Инновационные образовательные программы и технологии, реализуемые на принципах партнёрства классического университета, науки, бизнеса и государства». Это привело в 2009 году к получению статуса национального исследовательского университета среди немногих региональных университетов.
Университет вошёл в число 15-победителей «конкурсного отбора вузов на право получения специальной субсидии на реализацию мероприятий, которые будут способствовать продвижению вузов в международных рейтингах».

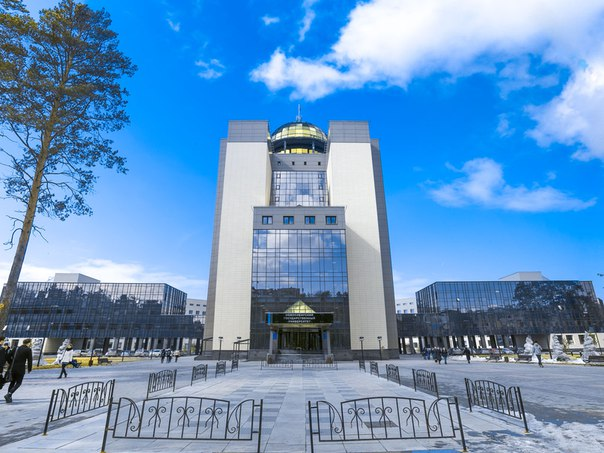
Новый корпус НГУ

В 2015 году состоялось открытие нового учебного корпуса НГУ, что частично решило проблемы с недостатком учебных аудиторий и лабораторных помещений. В следующих 2016—2017 годах проведены капитальный ремонт старых общежитий.
17 апреля 2022 сообщество НГУ опубликовало открытое письмо с осуждением вторжения России на Украину и призывом немедленно вывести российские войска с территории Украины и привлечь к ответственности виновных в военных преступлениях.

## Студенческая жизнь и традиции университета

### Весеннийкарнавал
Традиция, бытовавшая в середине 1960-х гг., ей предшествовали факельные шествия студентов и преподавателей по случаю праздника Солидарности Трудящихся 1 мая.
Первый карнавал состоялся 20 мая 1967 года и был самым массовым студенческим действием. Он проходил по традиционному для первомайских шествий маршруту. Отсутствовало согласование на шествие с университетскими властями, и форма одежды была свободной, но за цивильную одежду могли облить водой. Следующие карнавалы проводились в основном на площадке перед главным корпусом.
Участники карнавала наряжались в разнообразные костюмы, устраивали шествия, конкурсы, игры. Обязательно выбирали королеву и короля университета. Карнавал давал возможность неформального общения студентов со своими преподавателями и руководством НГУ, что в свою очередь, было одним из проявлений характерного для Новосибирского Академгородка свободомыслия.

### Неделя интернациональной солидарности (Интернеделя)
Осенью 1965 года в НГУ был создан Интерклуб. В его задачи входит установление контактов со студенческими организациями других стран, проведение Недель интернациональной солидарности и фестиваля Маёвка. Первая Маёвка была проведена 30 апреля 1966 года.
На Интернеделю приглашались представители левых молодёжных организаций из разных стран. Особое внимание уделялось контактам со студентами из развивающихся стран Азии, Африки и Латинской Америки, а также со студентами-оппозиционерами из стран, в которых в то время у власти находились диктаторские режимы (Испания, Португалия, Греция).
Традиционно, мероприятие проводилась в последние дни апреля, а Маёвка — 30 апреля, перед Днём интернациональной солидарности трудящихся. Так, 30 апреля 1975 года на Маёвке объявили новость о взятии Сайгона северовьетнамской армией и об окончании многолетней войны во Вьетнаме.
С этой традицией также связаны и фестивали политической песни в НГУ, а также созданный в НГУ ансамбль политической песни «Амиго». Первый такой фестиваль состоялся 16 декабря 1972 года.
В 1991 году Маёвка превратилась в концерт на открытом воздухе, завершающий музыкальный фестиваль Интернедели.
На музыкальный фестиваль Интернедели (Future Music 1991, Humania Music 1992, InterArts 1993, Iи до 1996 года просто музыкальный фестиваль Интернедели) оргкомитет Интернедели (председатель Олег Матузов) приглашал российских и зарубежных музыкантов.
Концерты проводились на сцене Дома Ученых СО РАН (1991), во Дворце Культуры «Юность» (1992—1996), шоу на открытом воздухе Маевка проводилась на площадке перед НГУ (1991—1992), в центральном фойе НГУ — так как шёл проливной дождь (1993), во внутреннем дворике НГУ (1994—1997).
На Интернеделе 1991—1996 по инициативе Олега Матузова проводились семинары, посвященные глобальным проблемам человечества: экология, демография, глобализация.
Одной из ключевых тем на протяжении 1990-х гг. стала проблема «устойчивого развития» и обсуждение решений Международных конференций по устойчивому развитию (Earth Summit) в Рио-де-Жанейро (1992).
В 1997 году была проведена последняя Маёвка оргкомитетом, возглавляемым О. Матузовым. В ней приняли участие группы Розенштольц, Несчастный случай, Иван-Кайф…
В начале XXI века в рамках Интернедели стал проводиться фестиваль Интернациональный Арбат, организуемый вновь открытым факультетом иностранных языков НГУ. На фестивале выступают фольклорные коллективы национальных диаспор Новосибирска и Новосибирской области, а также народные исполнители из других стран. Каждая академическая группа ФИЯ НГУ представляет какую-либо национальную культуру — национальные костюмы, угощения и т. д.

### Студенческие отряды
Первые студенческие строительные отряды (ССО) в НГУ были организованы в 1964 году. Отряд работал в ЧССР. В 1968 году студенты, работавшие в ЧССР, стали свидетелями подавления «Пражской весны». В период Третьего трудового семестра 370 студентов университета принимали участие в строительстве производственных, бытовых и жилых объектов Новосибирской области и Казахстана.
Студенты принимали участие в строительстве лабораторного комплекса НГУ. ССО НГУ участвовали в программах международного обмена со строительными отрядами из социалистических стран.
В настоящее время на базе университета работает Штаб студенческих отрядов НГУ.

### Добровольная народная дружина и СТОПП
В НГУ сильна традиция участия студентов в добровольных организациях по охране общественной безопасности. С 1974 года по 2003 год в НГУ действовала Добровольная народная дружина НГУ, а в 2004 году был создан Студенческий патруль НГУ — СТОПП (Студенческие отряды предотвращения правонарушений). В 2020 году СТОПП прекратил деятельность в связи с падением уровня преступности в окрестностях студгородка.

### Студенческие клубы, капустники, КВН
В НГУ сложились своеобразные традиции и стиль студенческого юмора. На факультетах действуют студенческие клубы, проводящие капустники, студенческие вечера, посвящения в студенты.
Старейший клуб в НГУ — клуб геолого-геофизического факультета «Гея».
В 1967 году на Гуманитарном факультете появился «Гумклуб». С 1992 года на гуманитарном факультете и факультете журналистики (бывшем изначально отделением ГФ) — «Глум-Клуб».
Весной 1968 года на Физическом факультете НГУ создан студенческий клуб «Квант». С 1972 года на экономическом факультете работает клуб «Максимин». В 1975 году был образован клуб механико-математического факультета НГУ — «Контора братьев Дивановых» (КБрД).
На факультете естественных наук — «ФЕН-клуб».
В 1988 году участники клубов «Квант», «КБрД», «Гея», «Максимин», «Фен-клуб» составили команду КВН НГУ, ставшую победителем всесоюзного конкурса КВН сезонов 1987-1988, 1991 и 1993 годов.
В 1990 году инициативная группа студентов-биологов организовала Экологический клуб НГУ.

### Художественная самодеятельность в НГУ
В НГУ действуют различные творческие коллективы:
- Академический хор НГУ,
- Фольклорный ансамбль КрАсота,
- Синтез-театр «Остров»,
- Арт-группа «Раритет»,
- Ансамбль скрипачей,
- Вокальная студия,
- Клуб поэтов НГУ,
- Театральная студия «В НоГУ»,
- Студия исторического танца «Медиваль».

### Гимн НГУ
Я уселся на окне

И гляжу на улицу —

Фонари сутулятся

В сигаретном облаке.

Припев: 

А на Пирогова приходит снова весенний гомон,

И по лужам грязным бегут потоки девчонок разных.

А на Пирогова стоит мой город трех тысяч судеб

И огромных сосен вечнозеленых, вечнопрекрасных.

Говорят, что в Арктике

Климат не меняется.

Как там люди маются — 

Бедные полярники!

Припев.

Вот наш Универ стоит

Строгий и внимательный.

Говорят, что в мире нет 

Вуза Alma Materней.

Припев.

Песня была создана студентом механико-математического факультета Игорем Переверзевым в марте 1979 года. Впервые песня была публично исполнена 1 апреля того же года на капустнике Конторы братьев Дивановых. Авторский вариант песни состоял из двух куплетов. Третий куплет является более поздней вставкой.
Часто первый куплет гимна исполняют неправильно: вместо «на окне» — «на окно» и меняют местами 3-ю и 4-ю строки. При правильном исполнении «окне» в первой строке рифмуются с «облаке» в четвёртой, а также вторая строка с третьей — структура рифмы видна из второго куплета: ABBA (а не ABAB).

## Учебные программы
По состоянию на 2020 год в Новосибирском государственном университете действовали 43 программы бакалавриата, 8 — специалитета, 93 — магистратуры, 9 — ординатуры, 57 — аспирантуры.

## Вестник НГУ
Вестник НГУ — научное издание Новосибирского государственного университета. Целью деятельности журнала является введение в оборот результатов новейших научных исследований в области истории, археологии, этнографии Сибири и прилегающих территорий Евразии, русской филологии, литературоведения и журналистики Сибири.

## Рейтинги
| Рейтинг                                                                                   | Позиция | Среди российских университетов | Дата         |
| ----------------------------------------------------------------------------------------- | ------- | ------------------------------ | ------------ |
| QS University Rankings: Emerging and Central Asia 2016                                    | 2       | 2                              | 2016         |
| Worldwide Professional University Rankings RankPro                                        | 224     | 4                              | март 2016    |
| THE World University Rankings. Top 100 universities with the best student-to-staff ratios | 52      | 4                              | февраль 2016 |
| QS World University Rankings                                                              | 231     | 2                              | Июнь 2019    |
| The Academic Ranking of World Universities 2016                                           | 401-500 | 3                              | август 2016  |
| Webometrics                                                                               | 491     | 2                              | январь 2018  |
| The Academic Ranking of World Universities 2018                                           | 401-500 | 3-4                            | август 2018  |

## Кампус университета
Главный корпус НГУ
Сейчас в главном корпусе размещаются Факультет естественных наук и Физический факультет НГУ. Главный корпус известен своими огромными витражными окнами, которые стали изюминкой университета. Адрес: Новосибирск, Ул. Пирогова, 2.
Новый корпус НГУ

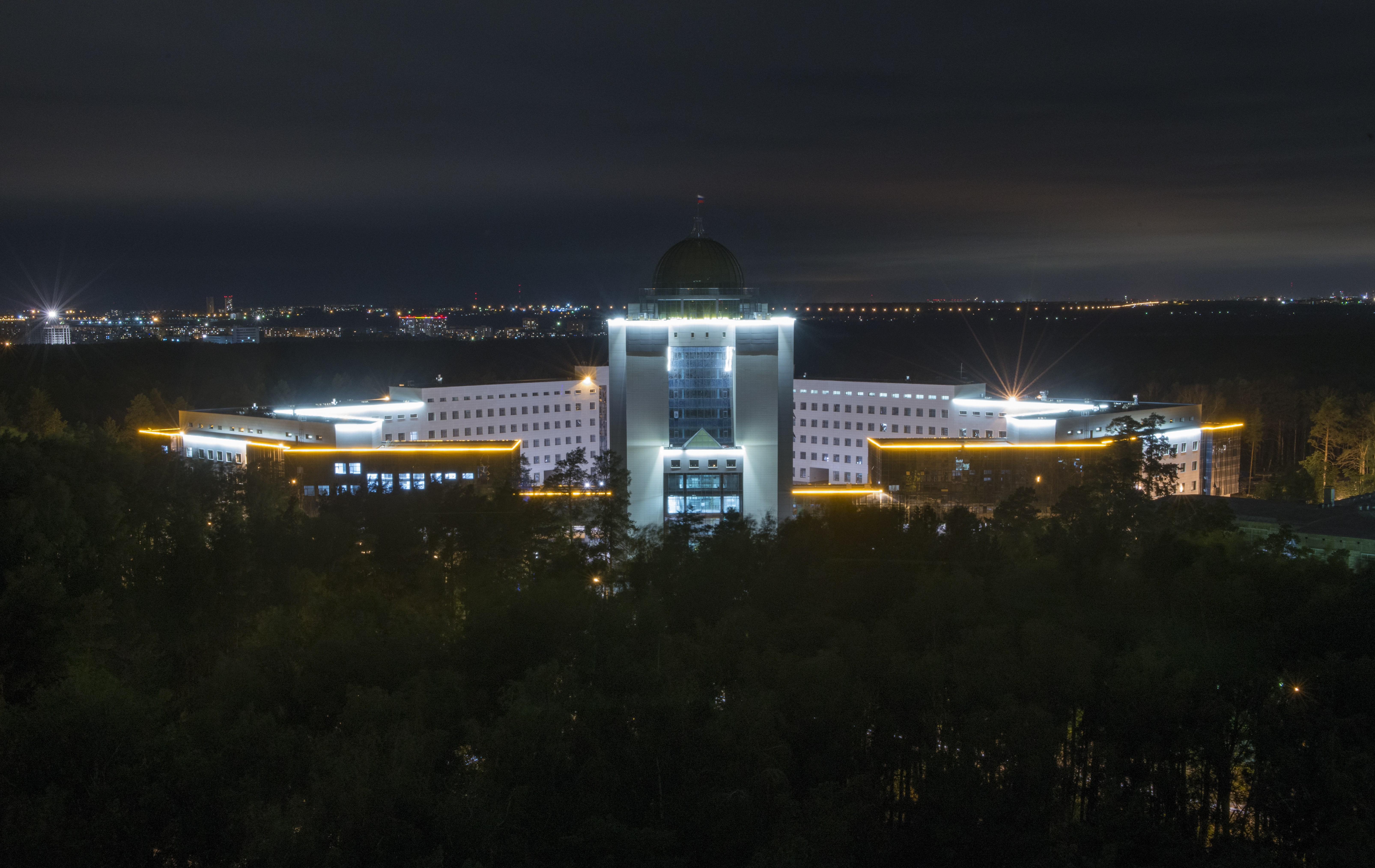
Новый корпус ночью

Открылся в 2015 году. В пятиэтажном здании располагаются семь факультетов и институтов. Административная часть корпуса составляет двенадцать этажей. Архитектура здания идеально сочетается с внешним видом Технопарка новосибирского Академгородка. Новый корпус оснащён современными аудиториями и компьютерными классами. Адрес: Новосибирск, Ул. Пирогова, 1.
Общежития НГУ
Всего на данный момент у университета 10 общежитий. Общежития № 4, 5, 6, 7, 8/1, 8/2, 9, 10 для студентов-бакалавров. Система расположения комнат в них — блочная. В большой комнате живут студенты 1-2 курсов по 3 человека. Студенты 3-4 курсов живут в маленьких комнатах. В общежитиях № 4, 5, 6, 7 в маленьких комнатах живут по 1 человеку. В общежитиях № 8/1, 8/2, 9, 10 в маленьких комнатах живут по 2 человека. Общежития № 5, 6 после капитального ремонта оборудованы кухнями на этаже, во всех общежитиях на этаже оборудованы комнаты для занятий. Общежития 1а, 1б для магистрантов, аспирантов, обучающихся с инвалидностью и иностранных студентов. В них оборудованы кухни на этаже, комнаты для занятий, спортивные комнаты, игровые комнаты для детей.
Столовая НГУ
Адрес: Новосибирск, ул. Пирогова, д. 6.
Бассейн и стадион НГУ
Университетский бассейн расположен по адресу: Новосибирск, ул. Пирогова 12/1. Стадион же находится по адресу: Новосибирск, ул. Пирогова 12.

## Институты, факультеты
- Геолого-геофизический факультет (ГГФ)
- Гуманитарный институт (ГИ)
- Факультет естественных наук (ФЕН)
- Факультет информационных технологий (ФИТ)
- Институт интеллектуальной робототехники (ИИР)
- Институт медицины и медицинских технологий (ИММТ):
  - Факультет медицины и психологии В. Зельмана (ФМПЗ)
    - Направление: Медицина (Лечебное дело)
    - Направление: Психология

  - Факультет фармации и медицинской кибернетики
    - Направление: Медицинская кибернетика
- Механико-математический факультет (ММФ)
- Институт переподготовки и повышения квалификации (ИППК)
- Физический факультет (ФФ)
- Институт философии и права (ИФП)
- Экономический факультет (ЭФ)

## Ректоры
- 1959—1964 — Илья Несторович Векуа, доктор физико-математических наук, академик АН СССР
- 1964—1965 — Рем Иванович Солоухин (исполняющий обязанности), доктор физико-математических наук (впоследствии член-корреспондент АН СССР)
- 1965—1978 — Спартак Тимофеевич Беляев, доктор физико-математических наук, член-корреспондент (с 1968 года — академик) РАН
- 1978—1980 — Валентин Афанасьевич Коптюг, доктор химических наук, член-корреспондент (с 1979 года — академик) РАН
- 1980—1982 — Анатолий Пантелеевич Деревянко, доктор исторических наук, член-корреспондент (впоследствии академик) РАН
- 1982—1985 — Владимир Елиферьевич Накоряков, доктор физико-математических наук, член-корреспондент (впоследствии академик) РАН
- 1986—1993 — Юрий Леонидович Ершов, доктор физико-математических наук, член-корреспондент (с 1991 года — академик) РАН
- 1993—1997 — Владимир Николаевич Врагов, доктор физико-математических наук, профессор
- 1997—2007 — Николай Сергеевич Диканский, доктор физико-математических наук, член-корреспондент (впоследствии академик) РАН
- 2007—2012 — Владимир Александрович Собянин, доктор химических наук, профессор
- c 2012 — Михаил Петрович Федорук, доктор физико-математических наук, профессор (c 2016 года — член-корреспондент, с 2019 года — академик РАН)

### Комментарии
1. ↑  (полное название — Федеральное государственное автономное образовательное учреждение высшего образования «Новосибирский национальный исследовательский государственный университет»[4])